# 帕拉莫斯
帕拉莫斯（西班牙語：Palamós）是西班牙加泰罗尼亚赫罗纳省的一个市镇。总面积14平方公里，2001年总人口14,842人，人口密度1,060人/平方公里。2014年人口17,805。

## 友好城市
- 法國 欧布纳